# Gustaf Adolf Feuk
Gustaf Adolf Feuk (uttalas [fö:k]), född 1 juni 1820 i Kristianstad, död 2 oktober 1907 i Västra Ingelstad, var en svensk präst och författare. Han var bror till Lars Feuk och far till Gustaf Feuk.
Feuk var kyrkoherde i Västra Ingelstad och Östra Grevie, och utgav själv som medlem av Otto Lindblads sångarkvartett, Otto Lindblad och hans sångare (1882). Feuk är begraven på Västra Ingelstads gamla kyrkogård.